# Clube Naval Povoense
O Clube Naval Povoense (CNP) OC é um clube desportivo da cidade da Póvoa de Varzim, em Portugal, cujas modalidades estão relacionadas com o ambiente aquático. Este é o clube mais antigo da Póvoa de Varzim, tendo sido fundado em 1904.

## História
Constitui-se na estrutura desportiva mais antiga da cidade, fundado em 1904 como Agremiação Desportiva Poveirista, organizando as então famosas Festas Marítimas.
A 5 de Outubro de 1930 foi feito Oficial da Ordem Militar de Cristo.
A partir da década de 1950 começou a valorizar as atividades náuticas e desportivas.
A sua antiga sede está localizada na Praça da República. Desde 1998 a sua sede localiza-se no porto de recreio da Póvoa de Varzim e as suas atividades centram-se na Marina da Póvoa, a qual passou a gerir em 1999. 

## Modalidades
As modalidades do Clube são a vela, a vela adaptada, a Pesca desportiva, as atividades subaquáticas, de "Bodyboard" e o Polo aquático. O Polo aquático, fundado em 2002, é a secção mais intitulada do clube com 43 títulos conquistados em todos os escalões, com a maior parte deles atribuídos aos séniores masculinos.